# Острів Серафими
«Острів Серафими» (рос. «Остров Серафимы») — радянський телефільм 1978 року, знятий режисером Олегом Єришевим на студії «Лентелефільм».

## Сюжет
За мотивами оповідання Л. Брандта. Двоє покохали один одного, зіграли весілля. Він — біолог, працює лісником у заповіднику; вона — радіожурналістка та соціолог, працює у місті. Світ природи поєднує. Він яскравий і різноманітний: клекіт лелек і лебедів, крики галок, срібний блиск води, тріпотіння трави, стрункі й величні дерева, наче сторожі, що охороняють навколишню красу, — у всьому цьому існує гармонія і рівновага. Світ, схожий на казку, де гидке каченя, що втратилося, якого знаходить і рятує героїня, належить перетворитися на красеня-лебедя, його назвуть на її честь Серафимою. Героїня їде в місто — на неї чекає робота. І клекіт лелек, що пролітають над містом, нагадує їй про той прекрасний світ, який вона покинула, і куди вона, напевно, повинна буде повернутися.

## У ролях
- Тамара Дегтярьова — Серафима, радіожурналістка та соціолог
- Стасіс Петронайтіс — Андрій Петрович Чадов, біолог (озвучив Ігор Єфімов)
- Людмила Іванова — Ганна Трохимівна, вдова лісничого
- Геннадій Фролов — Митя
- Олена Мілліоті — Вероніка

## Знімальна група
- Режисер — Олег Єришев
- Сценаристи — Юзеф Принцев, Володимир Торопигін
- Оператор — Ігор Наумов
- Композитор — Ігор Цвєтков
- Художник — Борис Петрушанський